# Stary Dybów
Stary Dybów (prononciation : [ˈstarɨ ˈdɨbuf]) est un village polonais situé dans la gmina de Radzymin dans le powiat de Wołomin et en voïvodie de Mazovie dans le centre-est de la Pologne.
Il se situe à environ 3 kilomètres au sud-est de Radzymin, 9 kilomètres au nord de Wołomin (siège du powiat), et à 28 kilomètres au nord-est de Varsovie (capitale de la Pologne).
Le village possède une population de 410 habitants en 2010.

## Histoire
De 1975 à 1998, le village appartenait administrativement à la voïvodie de Varsovie.